# (31144) 1997 TM26
1997 تي أم 26 (ويعرف أيضًا باسم (31144) 1997 تي أم 26 وفق تسمية الكوكب الصغير) (بالإنجليزية: 1997 TM26)‏ هو كويكب ضمن حزام الكويكبات؛ وترتيبه 31144 من حيث الاكتشاف.
اكتُشف هذا الجُرم الفلكي بواسطة Stephen P. Laurie ‏ في 7 أكتوبر 1997.

## وصلات خارجية
- (31144) 1997 TM26 في قاعدة بيانات مختبر الدفع النفاث لأجرام النظام الشمسي الصغيرة

- الاكتشاف · مخطط المدار ·  العناصر المدارية · المعلمات المادية

- (31144) 1997 TM26 على موقع ويكي سكاي: DSS2, SDSS, GALEX, IRAS, Hydrogen α, X-Ray, Astrophoto, Sky Map, Articles and images